# Chuck Ainlay
Chuck Ainlay – amerykański producent płytowy i inżynier dźwięku, współpracował z wieloma gwiazdami muzyki popularnej, nagrywał między innymi płyty takich zespołów i artystów jak Mark Knopfler, Dire Straits, Peter Frampton, Melissa Etheridge, Dixie Chicks czy Willie Nelson.
W 2006 otrzymał nagrodę Grammy w kategorii „Grammy Award for Best Surround Sound Album” za zremiksowany w Dolby 5.1 album Dire Straits Brothers in Arms.